# Faurot Field
Le Faurot Field est un stade de football américain situé à Columbia, Missouri. C'est le terrain de l'équipe universitaire des Missouri Tigers. Il a été inauguré le 2 octobre 1926 et sa capacité est de 62 621 spectateurs.
En 1972, le terrain fut renommé Faurot Field en l'honneur de l'ancien entraineur Don Faurot.